# خط طول 67° غرب
خط طول 67° غرب هو أحد خطوط الطول الجغرافية، والتي تمتد من القطب الشمالي الجغرافي إلى القطب الجنوبي الجغرافي، وحسب التحويل الزمني يتأخر خط طول 67° غرب عن خط غرينتش بـ4 ساعات و28 دقيقة.

## من القطب إلى القطب
ينطلق خط طول 67° غرب من القطب الشمالي نحو القطب الجنوبي مرورا بالمناطق التي ترد في الجدول التالي:
| الإحداثيات                         | البلد أو الإقليم أو البحر       | ملاحظات |
| ---------------------------------- | ------------------------------- | --- |
| 90°0′N 67°0′W / 90.000°N 67.000°W  | المحيط المتجمد الشمالي          | |
| 83°12′N 67°0′W / 83.200°N 67.000°W | بحر لنكولن                      | |
| 82°57′N 67°0′W / 82.950°N 67.000°W | كندا                            | نونافوت — جزيرة إليسمير |
| 80°58′N 67°0′W / 80.967°N 67.000°W | مضيق ناريس                      | |
| 80°24′N 67°0′W / 80.400°N 67.000°W | جرينلاند                        | |
| 80°3′N 67°0′W / 80.050°N 67.000°W  | مضيق ناريس                      | حوض كين [لغات أخرى]‏ |
| 79°9′N 67°0′W / 79.150°N 67.000°W  | جرينلاند                        | |
| 75°59′N 67°0′W / 75.983°N 67.000°W | خليج بافن                       | |
| 70°0′N 67°0′W / 70.000°N 67.000°W  | مضيق دافيس                      | |
| 69°24′N 67°0′W / 69.400°N 67.000°W | كندا                            | نونافوت — Henry Kater Peninsula، بافن (جزيرة) |
| 69°11′N 67°0′W / 69.183°N 67.000°W | مضيق دافيس                      | |
| 68°27′N 67°0′W / 68.450°N 67.000°W | كندا                            | نونافوت — Cumberland Peninsula، بافن (جزيرة) |
| 66°21′N 67°0′W / 66.350°N 67.000°W | خليج كمبرلاند ساوند [لغات أخرى]‏ | |
| 65°28′N 67°0′W / 65.467°N 67.000°W | كندا                            | نونافوت — Hall Peninsula، بافن (جزيرة) |
| 63°14′N 67°0′W / 63.233°N 67.000°W | خليج فروبيشر [لغات أخرى]‏        | |
| 63°6′N 67°0′W / 63.100°N 67.000°W  | كندا                            | نونافوت — Chase Island |
| 63°5′N 67°0′W / 63.083°N 67.000°W  | خليج فروبيشر [لغات أخرى]‏        | |
| 62°44′N 67°0′W / 62.733°N 67.000°W | كندا                            | نونافوت — Meta Incognita Peninsula، بافن (جزيرة) |
| 62°2′N 67°0′W / 62.033°N 67.000°W  | مضيق هدسون                      | |
| 60°30′N 67°0′W / 60.500°N 67.000°W | Ungava Bay                      | |
| 58°27′N 67°0′W / 58.450°N 67.000°W | كندا                            | كيبك نيوفاوندلاند واللابرادور — لابرادور, من 54°51′N 67°0′W / 54.850°N 67.000°W Quebec — من 53°28′N 67°0′W / 53.467°N 67.000°W Newfoundland و Labrador — لابرادور, من 53°22′N 67°0′W / 53.367°N 67.000°W Quebec — من 53°19′N 67°0′W / 53.317°N 67.000°W Newfoundland و Labrador — لابرادور, من 53°10′N 67°0′W / 53.167°N 67.000°W Quebec — من 53°8′N 67°0′W / 53.133°N 67.000°W Newfoundland و Labrador — لابرادور, من 53°6′N 67°0′W / 53.100°N 67.000°W Quebec — من 52°49′N 67°0′W / 52.817°N 67.000°W |
| 49°51′N 67°0′W / 49.850°N 67.000°W | نهر سانت لورانس                 | |
| 48°59′N 67°0′W / 48.983°N 67.000°W | كندا                            | كيبك — باس سان ريمون نيو برونزويك — من 47°54′N 67°0′W / 47.900°N 67.000°W |
| 45°9′N 67°0′W / 45.150°N 67.000°W  | Passamaquoddy Bay               | |
| 45°0′N 67°0′W / 45.000°N 67.000°W  | كندا                            | نيو برونزويك — Deer Island |
| 44°56′N 67°0′W / 44.933°N 67.000°W | الولايات المتحدة                | مين — Moose Island و mainland |
| 44°47′N 67°0′W / 44.783°N 67.000°W | المحيط الأطلسي                  | مرورا بغرب غراند مانان أيلاند (نيو برونزويك)، نيو برونزويك, كندا (في 44°36′N 66°55′W / 44.600°N 66.917°W) |
| 18°30′N 67°0′W / 18.500°N 67.000°W | بورتوريكو                       | |
| 17°58′N 67°0′W / 17.967°N 67.000°W | البحر الكاريبي                  | مرورا بغرب the أرخبيل لوس روكيس, فنزويلا (في 11°50′N 66°57′W / 11.833°N 66.950°W) |
| 18°30′N 67°0′W / 18.500°N 67.000°W | فنزويلا                         | مرورا بغرب كاراكاس (في 10°29′N 66°55′W / 10.483°N 66.917°W) |
| 1°42′N 67°0′W / 1.700°N 67.000°W   | كولومبيا                        | |
| 1°11′N 67°0′W / 1.183°N 67.000°W   | البرازيل                        | الأمازون (ولاية) Acre — من 9°45′S 67°0′W / 9.750°S 67.000°W |
| 10°11′S 67°0′W / 10.183°S 67.000°W | بوليفيا                         | |
| 22°32′S 67°0′W / 22.533°S 67.000°W | الأرجنتين                       | |
| 22°58′S 67°0′W / 22.967°S 67.000°W | تشيلي                           | لحوالي 14 km |
| 23°6′S 67°0′W / 23.100°S 67.000°W  | الأرجنتين                       | |
| 45°18′S 67°0′W / 45.300°S 67.000°W | المحيط الأطلسي                  | خليج سان جورج |
| 46°49′S 67°0′W / 46.817°S 67.000°W | الأرجنتين                       | |
| 48°37′S 67°0′W / 48.617°S 67.000°W | المحيط الأطلسي                  | |
| 54°10′S 67°0′W / 54.167°S 67.000°W | الأرجنتين                       | الجزيرة الكبرى لأرض النار |
| 54°58′S 67°0′W / 54.967°S 67.000°W | تشيلي                           | Picton Island وLennox Island |
| 55°21′S 67°0′W / 55.350°S 67.000°W | المحيط الأطلسي                  | مرورا بشرق Deceit Island, تشيلي (في 55°54′S 67°2′W / 55.900°S 67.033°W) |
| 60°0′S 67°0′W / 60.000°S 67.000°W  | المحيط الجنوبي                  | |
| 66°55′S 67°0′W / 66.917°S 67.000°W | القارة القطبية الجنوبية         | Territory المطالب الإقليمية بالقارة القطبية الجنوبية by الأرجنتين, تشيلي و the المملكة المتحدة |